# 黑石铺街道
黑石铺街道是中华人民共和国湖南省长沙市天心区下辖的一个街道。

## 行政区划
黑石铺街道下辖以下村级行政区划单位：
黑石铺社区、一力社区、披塘村、黑石村和九锋村。